# Jamsetji Tata
Jamsetji Nusserwanji Tata (čita se: Džamšedži Nuservandži Tata; gudžaratski jezik: જમ્શેત્જી નુંસ્સેર્વાનજી ટાટા, Navsari, 3. ožujka 1839. - Bad Nauheim, 19. svibnja 1904.) bio je indijski poduzetnik, poznat po svom pionirskom radu u indijskoj industriji: osnovao je ono što će postati „Tata Grupa”, ali i institucije poput „Indijskog instituta za znanost” i grada Jamshedpura. Jamsetji Tata smatra se "ocem indijske industrije".
Obitelj Tata potječe iz vrlo drevnog plemena Parsi koji su stigli u Indiju iz Perzije u 8. stoljeću bježeći pred arapskim invazijama. Jamsetji Tata bio je sin Nusserwanjija Tate, rođenog 1822., koji je emigrirao u Bombaj u mladosti i započeo posao s engleskim trgovcem, gdje je naučio umijeće uvoza pamuka i opijuma iz Indije, što mu je omogućilo bogatstvo kada su se cijene pamuka učetverostručile tijekom građanskog rata.
Od 1859. obiteljska tvrtka imala je trgovačku podružnicu u Hong Kongu, „Tata & Company”, kojom je upravljao ujak Jamsetjija Tate, Dadabhai Tata. Ova trgovačka tvrtka kupovala je: kineski čaj, svilu, kamfor i cimet, mijenjala ih za indijski pamuk i opijum. Obogaćena valorizacijom svojih zaliha pamuka, obitelj je također imala interese u brojnim malim predionicama u regiji Bombaja, koje su osiguravale opskrbu indijskih proizvodnih područja, u vrijeme kada se grade prve proizvodne linije.
Jamsetji Tata studirao je na renomiranom koledžu Elphinstone u Bombaju, na kojem je diplomirao 1858. godine, godinu dana nakon  Sepojske pobune. Ovo školovanje u bastionu engleske kulture kasnije mu je omogućilo, da ostvari brojne kontakte u Engleskoj, kamo je otišao 1864. u dobi od 25 godina i upoznao nekoliko industrijalaca pamuka. Iz ove epizode zadržao je loše uspomene na sirotinjske četvrti radničke Engleske.
Osnovao je svoju prvu tekstilnu tvrtku 1869., kupio je uljaru da bi je transformirao u radionicu pamuka, koju je prodao dvije godine kasnije prije ponovnog ulaganja u tvornicu pamuka 1874. Godine 1876. osnovao je tvrtku za tkanje i predionicu u srednjoj Indiji, u Nagpuru, u području uzgoja pamuka, 1000 kilometara od Bombaya, što će biti njegov najveći uspjeh i omogućit će obiteljskoj grupi da se naknadno proširi.
Nastavio je mijenjati poslovni svijet Indije svojim brojnim pothvatima u industriji pamuka i sirovog željeza, a poznat je kao jedan od najvažnijih graditelja modernog indijskog gospodarstva. Od svojih brojnih postignuća, Tata je posebno poznat po željezari i čeličani u Jamshedpuru, koji je prvi planski građen industrijski grad u Indiji i od malog sela prerastao u metropolu i turističko odredište. Pripada među gradove u Indiji s najčišćim zrakom i najboljom kvalitetom života.
Tata je zauzeo prvo mjesto na ljestvici "Hurun filantropa stoljeća" (2021.) po ukupnim donacijama od gotovo 102,4 milijarde dolara od početkom svojih ključnih donacija davne 1892. godine.
Dok je 1900. bio na poslovnom putu u Njemačkoj, Tata se ozbiljno razbolio. Umro je u Bad Nauheimu 19. svibnja 1904. i pokopan je na groblju na groblju Brookwood u Wokingu u Engleskoj.